# Dyskografia Emmanuela Moire’a
Dyskografia Emmanuela Moire’a – francuskiego piosenkarza, składa się z pięciu albumów studyjnych, jednego albumu musicalowego, trzech minialbumów, jednego box setu, dwudziestu dwóch singli oraz dwudziestu jeden teledysków.
Pierwsze single Emmanuela Moire – „Être à la hauteur”, „Je fais de toi mon essentiel” oraz wykonywany wspólnie z Cathialine Andrią „La vie passe” pochodziły z albumu Le Roi Soleil stanowiącego ścieżkę dźwiękową z musicalu o takiej samej nazwie. Jako artysta solowy, wokalista zadebiutował na rynku fonograficznym w 2006 albumem (Là) où je pars, notowanym na 34. miejscu walońskiego zestawienia sprzedaży Ultratop 50 Albums w Belgii, 8. pozycji na tworzonej przez Syndicat national de l’édition phonographique liście albumów we Francji, a także 94. pozycji w zestawieniu Alben Top 100 w Szwajcarii. Album promowany notowanym na 31. miejscu walońskiego zestawienia sprzedaży Ultratop 40 Singles w Belgii oraz 7. pozycji na liście Top Singles & Titres we Francji singlem „Le sourire”, a także utworami „Ça me fait du bien”, „Là où je pars” oraz „Si c’était ça la vie”, uzyskał certyfikat złotej płyty we Francji. 
Trzy lata później na rynek trafił drugi album studyjny L’Équilibre, któremu także przyznano certyfikat złotej płyty. Pierwszym singlem pochodzącym z płyty został utwór „Adulte & sexy”, notowany na 4. pozycji francuskiej listy przebojów. Na drugi singel wybrano notowany na 11. pozycji listy we Francji utwór „Sans dire un mot”. Trzecim singlem został utwór „Promis”, a czwartym wydany w 2012 utwór „Sois tranquille”, który dotarł do 21. pozycji zestawienia Top Singles & Titres.
Certyfikat podwójnej platynowej płyty uzyskał wydany w 2013 trzeci album studyjny wokalisty Le chemin. Pierwszym singlem promującym album był utwór „Beau malheur”, notowany na 11. miejscu walońskiego zestawienia sprzedaży Ultratop 50 Singles w Belgii, a także 11. pozycji na liście Top Singles & Titres we Francji. Drugi singel „Ne s’aimer que la nuit” osiągnął mniejszy sukces od pierwszego, docierając do 32. pozycji listy przebojów w Belgii oraz 72. miejsca zestawienia singli we Francji. Ostatnim singlem promującym album był „Venir voir”. W 2013 ukazał się także album EP wokalisty Le chemin Session Acoustique.
W 2015 do sprzedaży trafił czwarty album studyjny piosenkarza La rencontre, który osiągnął status złotej płyty we Francji. Album promował singel „Bienvenue”, który uplasował się na 41. miejscu walońskiego zestawienia sprzedaży, a także 46. pozycji na listy singli we Francji. Premiera teledysku do singla odbyła się w dniu jego wydania, a wyreżyserował go Christophe Charrier. Drugim singlem wydawnictwa został utwór „Tout le monde”, a trzecim notowany na 34. miejscu belgijskiej listy utwór „Toujours debout”.
15 lutego 2019 został wydany piąty album studyjny Emmanuela Moire Odyssée. Wydawnictwo notowane było na 3. miejscu walońskiego zestawienia sprzedaży Ultratop 200 Albums w Belgii, 6. pozycji na liście albumów we  Francji, a także 23. pozycji w zestawieniu Alben Top 100 w Szwajcarii. Album promowały single „Et si on parlait d’amour”, „La promesse”, „La femme au milieu” oraz „Le héros”. W 2022 wydał swój drugi album EP Piano Chill, a w 2023 trzeci minialbum Romance. 
W 2024, po pięciu latach przerwy w prezentacji premierowych utworów, wydano singel „Sois un homme”.

## Albumy studyjne
| Rok  | Dane dot. albumu                                                                                       | Najwyższe pozycje na listach | Najwyższe pozycje na listach | Najwyższe pozycje na listach | Certyfikat                |
| Rok  | Dane dot. albumu                                                                                       | FRA                          | BEL (Wal)                    | CHE                          | Certyfikat                |
| ---- | --- | ---------------------------- | ---------------------------- | ---------------------------- | ------------------------- |
| 2006 | (Là) où je pars - Wydany: 13 listopada 2006 - Wytwórnia: Warner Music - Format: CD, digital download   | 8                            | 34                           | 94                           | - FRA: złota płyta        |
| 2009 | L’Équilibre - Wydany: 13 kwietnia 2009 - Wytwórnia: Warner Music - Format: CD, digital download        | 7                            | 19                           | 92                           | - FRA: złota płyta        |
| 2013 | Le chemin - Wydany: 19 kwietnia 2013 - Wytwórnia: Mercury, Universal - Format: CD, digital download    | 1                            | 4                            | 28                           | - FRA: 2× platynowa płyta |
| 2015 | La rencontre - Wydany: 28 sierpnia 2015 - Wytwórnia: Mercury, Universal - Format: CD, digital download | 2                            | 2                            | 19                           | - FRA: złota płyta        |
| 2019 | Odyssée - Wydany: 15 lutego 2019 - Wytwórnia: Mercury, Universal - Format: CD, digital download        | 6                            | 3                            | 23                           |                           |

## Albumy musicalowe
| Rok  | Dane dot. albumu | Najwyższe pozycje na listach | Najwyższe pozycje na listach | Najwyższe pozycje na listach |
| Rok  | Dane dot. albumu | FRA                          | BEL (Wal)                    | CHE                          |
| ---- | --- | ---------------------------- | ---------------------------- | ---------------------------- |
| 2005 | Le Roi Soleil (z musicalu Le Roi Soleil) - Wydany: 26 marca 2005 - Wytwórnia: Warner Music - Format: CD, digital download | 3                            | 7                            | 40                           |

## EP
| Le chemin Session Acoustique |
| --- |
| 1. „Beau malheur” (wersja akustyczna) – 4:27 2. „Quatre vies” (wersja akustyczna) – 3:43 3. „Ne s’aimer que la nuit” (wersja akustyczna) – 3:57 4. „Sois tranquille” (wersja akustyczna) – 3:43 |

| Piano Chill |
| --- |
| 1. „Beau malheur” (wersja akustyczna) – 4:27 2. „Bienvenue” (pianino akustyczne / śpiew) – 4:31 3. „Des mots à offrir” – 4:39 4. „Ne s’aimer que la nuit” (wersja akustyczna) – 3:53 5. „Venir voir” (wersja akustyczna) – 4:11 6. „La femme au milieu” – 3:45 |

| Romance |
| --- |
| 1. „Beau malheur” – 3:37 2. „Ne s’aimer que la nuit” – 4:07 3. „Et si on parlait d’amour” – 3:44 4. „Aimer encore” – 5:07 5. „Suffit mon amour” – 3:06 6. „Venir voir” – 4:05 |

## Box sety
| Rok  | Dane dot. box setu                                                                                |
| ---- | ------------------------------------------------------------------------------------------------- |
| 2010 | L’Équilibre + (Là) où je pars - Wydany: 21 czerwca 2010 - Wytwórnia: Warner Music - Format: 2× CD |

## Single
| Rok                          | Tytuł                                     | Najwyższe pozycje na listach | Najwyższe pozycje na listach | Najwyższe pozycje na listach | Certyfikat         | Album           |
| Rok                          | Tytuł                                     | FRA                          | BEL (Wal)                    | CHE                          | Certyfikat         | Album           |
| ---------------------------- | ----------------------------------------- | ---------------------------- | ---------------------------- | ---------------------------- | ------------------ | --------------- |
| 2004                         | „Être à la hauteur”                       | 9                            | 19                           | 32                           | - FRA: złota płyta | Le Roi Soleil   |
| 2005                         | „Je fais de toi mon essentiel”            | 3                            | 7                            | 26                           | - FRA: złota płyta | Le Roi Soleil   |
| 2006                         | „La vie passe” (wraz z Cathialine Andrią) | 28                           | –                            | –                            |                    | Le Roi Soleil   |
| 2006                         | „Le sourire”                              | 7                            | 31                           | –                            |                    | (Là) où je pars |
| 2007                         | „Ça me fait du bien”                      | –                            | –                            | –                            |                    | (Là) où je pars |
| 2007                         | „Là où je pars”                           | –                            | –                            | –                            |                    | (Là) où je pars |
| 2008                         | „Si c’était ça la vie”                    | –                            | –                            | –                            |                    | (Là) où je pars |
| 2009                         | „Adulte & sexy”                           | 9                            | –                            | –                            |                    | L’Équilibre     |
| 2009                         | „Sans dire un mot”                        | 11                           | –                            | –                            |                    | L’Équilibre     |
| 2009                         | „Promis”                                  | –                            | –                            | –                            |                    | L’Équilibre     |
| 2012                         | „Sois tranquille”                         | 21                           | –                            | –                            |                    | L’Équilibre     |
| 2013                         | „Beau malheur”                            | 11                           | 11                           | –                            |                    | Le chemin       |
| 2013                         | „Ne s’aimer que la nuit”                  | 72                           | 32                           | –                            |                    | Le chemin       |
| 2014                         | „Venir voir”                              | –                            | –                            | –                            |                    | Le chemin       |
| 2015                         | „Bienvenue”                               | 46                           | 41                           | –                            |                    | La rencontre    |
| 2015                         | „Tout le monde”                           | –                            | –                            | –                            |                    | La rencontre    |
| 2016                         | „Toujours debout”                         | 163                          | 34                           | –                            |                    | La rencontre    |
| 2018                         | „Et si on parlait d’amour”                | –                            | –                            | –                            |                    | Odyssée         |
| 2018                         | „La promesse”                             | –                            | –                            | –                            |                    | Odyssée         |
| 2019                         | „La femme au milieu”                      | –                            | –                            | –                            |                    | Odyssée         |
| 2019                         | „Le héros”                                | –                            | –                            | –                            |                    | Odyssée         |
| 2024                         | „Sois un homme”                           | –                            | –                            | –                            |                    | –               |
| „–” singel nie był notowany. |                                           |                              |                              |                              |                    |                 |

### Inne notowane utwory
| Rok  | Tytuł                                            | Najwyższa pozycja na liście | Album              |
| Rok  | Tytuł                                            | FRA                         | Album              |
| ---- | ------------------------------------------------ | --------------------------- | ------------------ |
| 2012 | „Au bout de mes rêves” (oraz Amandine Bourgeois) | 143                         | Génération Goldman |
| 2016 | „Le chanteur”                                    | 115                         | Balavoine(s)       |

## Teledyski
| Rok  | Tytuł                                          |
| ---- | ---------------------------------------------- |
| 2004 | „Être à la hauteur”                            |
| 2004 | „Je fais de toi mon essentiel”                 |
| 2006 | „Le sourire”                                   |
| 2007 | „Ça me fait du bien”                           |
| 2007 | „Là où je pars”                                |
| 2009 | „Adulte & sexy”                                |
| 2009 | „Sans dire un mot”                             |
| 2009 | „Promis”                                       |
| 2013 | „Beau malheur”                                 |
| 2013 | „Ne s’aimer que la nuit”                       |
| 2014 | „Venir voir”                                   |
| 2015 | „Bienvenue”                                    |
| 2015 | „Bienvenue” (wersja akustyczna)                |
| 2015 | „Tout le monde” (lyric video)                  |
| 2015 | „Tout le monde”                                |
| 2016 | „Le chanteur”                                  |
| 2018 | „Et si on parlait d’amour”                     |
| 2018 | „Et si on parlait d’amour” (wersja akustyczna) |
| 2019 | „La promesse”                                  |
| 2019 | „La femme au milieu” (lyric video)             |
| 2024 | „Sois un homme”                                |